# Стіл на п'ятьох
Стіл на п'ятьох (англ. Table for Five) — американська драма 1983 року.

## Сюжет
Після розірвання шлюбу, Кетлін отримує опіку над трьома дітьми і незабаром виховує їх з новим чоловіком. Через кілька років Джей Пі Таннен, батько дітей, бере їх із собою в середземноморський круїз. Він сподівається стати дітям ближчим і переконати, що він кращий за нового, забезпеченого чоловіка їхньої матері. Таннен хоче повернути той час, коли всі вони були єдиною сім'єю і сиділи за столиком на п'ятьох.

## У ролях
| Актор              | Роль           |
| ------------------ | -------------- |
| Джон Войт          | Джей Пі Теннен |
| Річард Кренна      | Мітчелл        |
| Марі-Крістін Барро | Марі           |
| Міллі Перкінс      | Кетлін         |
| Роксана Зал        | Тільда         |
| Роббі Кігер        | Трумен-Пол     |
| Сон Хоанг Буї      | Чунг           |
| Марія О'Браєн      | Менді          |
| Нельсон Велш       | старий         |
| Берні Герн         | чоловік        |
| Моріа Тернер       | дружина        |
| Кевін Костнер      | наречений      |
| Синтія Канія       | наречена       |